# Kurziv
Kurziv (njem. Kursiv od lat. cursus) u tipografiji tip je udesno nakošenih slova koja izgledaju gotovo kao da su pisana rukom, koji služi za isticanje pojedinih riječi, navodâ ili u druge stilske svrhe.

## Povijest
Kurziv je kao pismo nastao početkom šesnaestog stoljeća u Italiji, slovorezač Francesko Griffo da Bologna izradio je kurzivni font Antikvu za Alda Manuzija koji je 1501. godine tim fontom tiskao Vergilija.

## Uporaba
Naslovi se u knjigama obično pišu ili većim fontom, ili svim velikim slovima (ili oboje), no kad neka knjiga ima dijelove, naslove poglavlja i podnaslove, često se koristi i kurziv. Osim pisanja naslova, kurzivom se ponekad pišu navodi (citati), a ponekad i predgovori knjiga.
Ako je u tekstu iz bilo kojeg razloga potrebno navesti riječi iz stranih jezika, one se najčešće pišu u zagradi i u kurzivu.